# كريستيان رييس (لاعب كرة قدم)
كريستيان رييس (بالإسبانية: Christian Reyes)‏ هو لاعب كرة قدم كوستاريكي، ولد في 1995 في ليبيريا في كوستاريكا. لعب مع نادي هيريديانو.

## وصلات خارجية
- كريستيان رييس (لاعب كرة قدم) على موقع قاعدة بيانات كرة القدم.إي يو (الإنجليزية)
- كريستيان رييس (لاعب كرة قدم) على موقع ناشيونال فوتبول تيمز (الإنجليزية)
- كريستيان رييس (لاعب كرة قدم) على موقع Soccerway.com (الإنجليزية)